# 福田赳夫內閣 (改組)
福田赳夫改組内閣（日语：／ Fukuda Takeo Kaizō Naikaku */?）是日本眾議院議員、自由民主黨總裁福田赳夫就任第67任內閣總理大臣（首相）後，自1977年11月28日至1978年12月7日組成的內閣。

## 國務大臣
- 內閣總理大臣 - 福田赳夫
- 法務大臣 - 瀨戶山三男
- 外務大臣 - 園田直
- 大藏大臣 - 村山達雄
- 文部大臣 - 砂田重民
- 厚生大臣 - 小澤辰男
- 農林大臣（1978年7月5日改稱農林水產大臣） - 中川一郎
- 通商產業大臣 - 河本敏夫
- 運輸大臣 - 福永健司
- 郵政大臣 - 服部安司
- 勞動大臣 - 藤井勝志
- 建設大臣、國土廳長官 - 櫻內義雄
- 自治大臣、國家公安委員會委員長、北海道開發廳長官 - 加藤武德
- 內閣官房長官 - 安倍晉太郎
- 總理府總務長官、沖繩開發廳長官 - 稻村左近四郎
- 行政管理廳長官 - 荒舩清十郎
- 防衛廳長官 - 金丸信
- 經濟企劃廳長官 - 宮澤喜一
- 科學技術廳長官 - 熊谷太三郎
- 環境廳長官 - 山田久就
- 國務大臣 - 牛場信彥
  - 內閣法制局長官 - 真田秀夫
  - 內閣官房副長官（政務） - 森喜朗
  - 內閣官房副長官（事務） - 道正邦彥
  - 總理府總務副長官（政務） - 越智通雄
  - 總理府總務副長官（事務） - 秋山進（- 1978年4月7日）／秋富公正（1978年4月7日 -）

## 外部連結
- 閣僚名單 （页面存档备份，存于）